# ANTI-
ANTI- je americké hudební vydavatelství, založené v roce 1999. Jedná se o sesterské vydavatelství Epitaph Records. Mezi nejvýznamnější umělce, kteří s tímto vydavatelstvím spolupracují patří například Billy Bragg, Nick Cave and the Bad Seeds nebo Tom Waits.